# Metailurini
Metailurini es una tribu extinta de felinos dientes de sable de la subfamilia Felinae, que vivieron en África, Asia, Europa y Norteamérica desde el Mioceno hasta el Pleistoceno viviendo desde hace 11.6 millones de años hasta hace 11.000 años.
Los Metailurini tenían caninos más largos que los de los félidos modernos pero menores que los de los verdaderos felinos dientes de sable como Smilodon. Los dientes eran más cónicos que aplanados. Tradicionalmente situados dentro de la subfamilia Machairodontinae, han sido considerados también como miembros especializados de la subfamilia Felinae. Existieron desde el Mioceno hasta principios del Pleistoceno, con muchas especies siendo halladas en Eurasia. Los miembros de esta tribu poseían dientes de cimitarra (es decir, sus caninos superiores eran anchos y levemente alargados). Como muchos felinos extintos, la mayoría de especies de los Metailurini son conocidos a partir de restos fragmentarios. Sin embargo, la posición sistemática y la taxonomía de estas criaturas es que eran miembros verdaderos de Felidae y descendían de formas como Proailurus y Pseudaelurus. También se ha propuesto que estaban relacionados con los Pantherinae, mientras que los análisis filogenéticos apoyan la clasificación anterior de estos como macairodontinos pero sin embargo, la monofilia del propio taxón podría no estar bien fundamentada.
Los géneros mejor conocidos de esta tribu son Dinofelis y Metailurus.